# خانه حفیظی‌ها
خانه حفیظی‌ها در شهر بروجن و درخیابان آیت‌الله کاشانی جنب خانه آیت‌الله‌زاده قرار دارد؛ این خانه در زمان قاجاریه ساخته شده‌است. این خانه در سال ۱۳۰۱ توسط یدالله حفیظی بروجنی خریداری و در سال ۱۳۲۴ مرمت اساسی گردیده‌است. این خانه دارای اتاق‌های متعدد، ایوان، مطبخ، انبار گندم و جو و یک اصطبل و طویله بزرگ برای نگهداری احشام می‌باشد که سبک معماری قدیم شهر بروجن را به خوبی به نمایش می‌دهد. این بنا در سال ۱۳۸۲ در لیست بناهای ملی ایران و در سال ۱۳۸۶ توسط ورثه یدالله حفیظی جهت حفظ یاد و خاطره خانواده حفیظی‌ها به میراث فرهنگی ایران اهداء گردید. هم اینک بازدید از این خانه برای عموم آزاد می‌باشد.